# Юлій Павл
Ю́лій Павл Пруденти́сім (III ст. н. е.) — давньоримський правник та політичний діяч за династії Северів.

## Життєпис
Маємо мало відомостей про життя Юлія Павла. Ймовірнов ін народився у м. Патавіум (сучасна Падуя). Свою державницьку службу розпочав при імператорі Луції Септимії Севері. Був помічником префекта преторія Папініана, продовжив свою кар'єру за імператора Каракалли. При імператорі Еліогабалі Юлія Павло було відправлено у заслання. Втім незабаром новий імператор — Олександр Север та його мати Юлія Маммея — повернули Юлія Павла до Риму. У 222 році він стає радником імператора, а у 228 році префектом преторія. Цю посаду Павл займав до 235 року. Він був сучасником іншого відомого правника Ульпіана.
За обережність політичного характеру і переконань імператор Гордіан III надав Юлію Павлу почесний титул, який став когноменом — Прудентис, тобто «Розсудливий».

## Творчість
Юлій Павло займався здебільшого аналізом права, збиранням усіх наявних або колишніх законів у Римській імперії, або навіть пізній республіці. Його твори мають енциклопедичний характер. Всього у доробку Павла близько 86 досліджень та 300 книг з права.
Павло не тільки збирав, а й давав свої коментарі до всіх найбільш значущих та важливих законів, праць інших давньоримських правників, не зважаючи на їхній авторитет. Саме завдяки цьому вони стали відомими. Імператор Валентиніан III у 426 році своїм наказам визнав Павла одним з 5 (серед інших) правників, використання праць яких є обов'язковим при розгляді судових справ. Значна частина творів Юлія Павла увійшла до Дигестів Юстиніана (витяги з його праць становлять майже шосту частину Дигест).

## Найвідоміші твори
- Коментарі до преторського едикту. 80 книг.
- Трактат про цивільне право. 16 книг.
- Сентенції.